# 샤오친
샤오친(중국어 간체자: 肖钦, 정체자: 肖欽, 병음: Xiào Qīn, 한자음: 초흠, 1985년 1월 12일~)은 중화인민공화국의 전직 체조 선수이다. 2008년 하계 올림픽에서 남자 안마 부문 금메달을 획득했고 세계 선수권 대회에서 금메달 6개, 은메달 2개, 아시안 게임에서 금메달 1개를 획득했다.